# 8403-as mellékút (Magyarország)
A 8403-as számú mellékút egy bő 32 kilométer hosszú, négy számjegyű mellékút Veszprém vármegye nyugati részén; Jánosháza és Pápa térségét kapcsolja össze egymással és a köztük fekvő kisebb településekkel.

## Nyomvonala
Veszprém vármegye nyugati szélén, Vas vármegye határától alig 300 méterre, a legközelebbi Vas vármegyei várostól, Jánosházától nagyjából 4 kilométerre ágazik ki a 8-as főútból, annak a 110+200-as kilométerszelvénye közelében, észak felé. Kezdeti szakasza Kamond határai közt húzódik, bár a község lakott területét nem érinti, oda csak a 84 118-as számú mellékút vezet, amely 1,2 kilométer után ágazik ki belőle, északi irányban, tehát az addig követett irányában, lényegében egyenes folytatásaként. A 8403-as ugyanis ezen elágazását követően északkeleti irányba fordul, és kisebb-nagyobb irányváltásai ellenére a fő iránya a továbbiakban végig ez marad.
4,3 kilométer után lép át Kerta területére, majd alig 200 méterrel arrébb keresztezi a Székesfehérvár–Szombathely-vasútvonal vágányait, közvetlenül Kerta vasútállomás mellett. A község első házait 6,7 kilométer után éri el, a települési neve előbb Kossuth Lajos utca, majd egy iránytörését követően Dózsa György utca. Majdnem pontosan a 8. kilométerénél egy elágazása következik: a 8414-es út torkollik bele déli irányból, Apácatorna-Karakószörcsök felől. Mintegy 8,2 kilométer után lép ki a belterületről, 8,6 kilométer után pedig már Iszkáz határai közt folytatódik.
Iszkáz belterületének déli részén előbb József Attila utca néven húzódik, majd egy irányváltással az elnevezése is megváltozik, az 1925-ben itt született költő, Nagy László nevét veszi fel. Ugyanott csatlakozik hozzá déli irányból egy alsóbbrendű út, a 84 116-os számú mellékút, amely Iszkáz közvetlen elérését biztosítja a 8-as főút felől, Somlójenő irányából. A település északi részén a 8403-asnak még egy elágazása következik: nyugat felé kiágazik belőle a 8413-as út, Csögle-Adorjánháza-Külsővat irányába. Ezt követően már csak néhány lépésnyit halad belterületen, majd kilép a faluból.
12,4 kilométer után egy rövid szakasz erejéig Kiscsősz határai között húzódik, de a település belterületét elkerüli, attól mintegy 2 kilométerre délkeletre halad el, és közúti kapcsolata sincs vele. 13,2 kilométer után már kisszőlősi területen folytatódik, de ezzel a községgel sem kerül közvetlen kapcsolatba, annak lakott részeitől délnyugatra vezet a nyomvonala, mezőgazdasági területek között.
14,7 kilométer után ér Vid területére, majd még a falu elérése előtt, a 15+650-es kilométerszelvénye táján keresztezi a 8411-es utat, amely a 8-as főút (Somlóvásárhely) és a Marcal völgye (Szergény) között húzódva itt kevéssel a 10. kilométere után jár. Vid lakott területét a 8403-as nagyjából 16,5 kilométer után éri el, ahol a Fő út nevet veszi fel; ezen a néven a faluközpontban északnyugati irányban húzódik, de a belterület északi részén visszatér az északkeleti irányhoz.
A 17. kilométerétől Nagyalásony határvonalát kíséri, bár a déli oldalán egy darabig még vidi házak, telkek sorakoznak; körülbelül 17,3 kilométer után lép teljesen nagyalásonyi területre. A község szélét 18,8 kilométer után éri el, és alig fél kilométerrel arrébb keresztezi az Ajka-Dabrony közt húzódó 8401-es utat, utóbbi itt szintén a 19. kilométere környékén jár, még kevéssel annak előtte. A keresztezésig a 8403-as a Rákóczi Ferenc utca, onnan tovább pedig a Petőfi utca nevet viseli, így hagyja el a községet, nagyjából a 20. kilométerénél.
Ezután egy hosszabb szakaszon dákai külterületek között folytatódik, így éri el következő elágazását is, a 24+350-es kilométerszelvénye táján, ahol a 84 108-as út ágazik ki belőle dél felé, Pápasalamon irányába. A 26. kilométerénél elhalad a dákai magánrepülőtér létesítményei mellett, 27 kilométer teljesítése után pedig beér Dáka házai közé. A településen végig a Dózsa György utca nevet viseli, közben kiágazik belőle délnyugati irányban a Pápadereske központjába, és azon keresztül a 834-es főútig vezető 84 111-es számú mellékút. Nagyjából 28,5 kilométer után hagyja el a község legkeletibb házait, és még a 29. kilométere előtt átlépi Pápa határát.
Nagyjából a 29+700-as kilométerszelvényénél újabb elágazást ér el, ott a 84 109-es számú mellékút ágazik ki belőle, Nóráp, és azon keresztül a 8402-es út pápakovácsi szakasza irányába. Innen alig pár lépést követően már Kéttornyúlak háza között folytatódik, a Pápához csatolt, egykor önálló településen a Pápai út nevet viseli. Kevéssel Pápa alsóvárosi városrészének elérése előtt véget ér, beletorkollva a 83-as főút 26+250-es kilométerszelvénye táján lévő körforgalomba, a központot délről elkerülő szakaszon. Egyenes folytatása a 832-es főút, amely keresztülszeli Pápa központjának déli részét, majd továbbfolytatódik Veszprémvarsány(-Kisbér-Tatabánya) felé.
Teljes hossza, az országos közutak térképes nyilvántartását szolgáló kira.gov.hu adatbázisa szerint 32,025 kilométer.

## Települések az út mentén
- (Kamond)
- Kerta
- Iszkáz
- (Kiscsősz)
- (Kisszőlős)
- Vid
- Nagyalásony
- Dáka
- Pápa-Kéttornyúlak
- Pápa